# Природонаучен музей (Варна)
Природонаучният музей във Варна се намира в Морската градина и е фокусиран върху флората и фауната на Черно море и българското Черноморско крайбрежие.
Експозицията на музея е обособена в три раздела: геология и палеонтология, растителен свят и животински свят. Тя включва общо 1036 експоната: 72 минерали и скални образци, 67 фосили, 38 растения, 573 безгръбначни животни и 186 гръбначни животни. Тук за пръв път са изложени уникалните за България фосилни зъби от открития в град Аксаково праисторически слон Deinotherium giganteum и единствената в Европа находка на зъби от праисторическия слон Protanancus, който досега е откриван само в Азия и Африка. Поставен е акцент върху редките и застрашени от изчезване видове като защитената червеногуша гъска, изчезналата от територията на България дропла и редкия белоглав лешояд.
Сградата на музея е построена през 1917 – 1918 г. от тогавашното Министерство на войната, когато е служела като щаб на 15-а погранична дружина на Варненския военен окръг. Тя се стопанисва от военните до 1955 г. Мястото, на което се намира, е било известно под името „Граничен кът“. Преобразуването ѝ в природонаучен музей започва през 1960 г. Първоначално ловно-рибарското дружество и Аквариумът предоставят безвъзмездно препарирани птици. След основен ремонт на сградата през 1961 г. е подредена и експозицията, а художественото оформление започва през следващата година и е възложено на художниците Николай Даскалов и Стоян Атанасов.
Официално музеят е открит на 22 юли 1962 г. През 1983 г. обхватът на музея е разширен и той започва да се развива като музей на природата на Черно море (шелфова геология, хидрология, организмов свят) и на цялата крайбрежна сухоземна ивица на България.